# Élection présidentielle vénézuélienne de 2000
L’élection présidentielle au Venezuela de 2000 a eu lieu le 30 juillet 2000. Elle avait pour but de désigner un président pour le Venezuela pour un mandat de six ans. Il s'agissait de la première élection après l'adoption de la Constitution de la république bolivarienne du Venezuela en 1999.

## Système électoral
Le Venezuela est une démocratie multipartite. Le président de la République est élu au suffrage universel avec un mandat de six ans, renouvelable une fois ; l'élection s'effectue au scrutin uninominal majoritaire à un tour.

## Résultats
| Inscrits                                           | Inscrits                                           | Inscrits                                           | 11 720 660 |             |  |  |
| Abstentions                                        | Abstentions                                        | Abstentions                                        | 5 083 384  | 43,37 %     |  |  |
| Votants                                            | Votants                                            | Votants                                            | 6 637 276  | 56,63 %     |  |  |
|                                                    |                                                    |                                                    |            |             |  |  |
| Bulletins enregistrés                              | Bulletins enregistrés                              | Bulletins enregistrés                              | 6 637 276  |             |  |  |
| Bulletins invalidés (dont blancs: 37 080 - 0,56 %) | Bulletins invalidés (dont blancs: 37 080 - 0,56 %) | Bulletins invalidés (dont blancs: 37 080 - 0,56 %) | 348 698    | 5,25 %      |  |  |
| Suffrages exprimés                                 | Suffrages exprimés                                 | Suffrages exprimés                                 | 6 288 578  | 94,75 %     |  |  |
|                                                    |                                                    |                                                    |            |             |  |  |
|                                                    | Candidat                                           | Parti                                              | Suffrages  | Pourcentage |  |  |
|                                                    | Hugo Chávez                                        | Mouvement Cinquième République                     | 3 757 773  | 59,76 %     |  |  |
|                                                    | Francisco Arias Cárdenas                           | Cause Radicale                                     | 2 359 459  | 37,52 %     |  |  |
|                                                    | Claudio Fermín                                     | Encuentro Nacional                                 | 171 346    | 2,72 %      |  |  |